# Vidra-tó
A Vidra-tó Románia egyik mesterséges víztárolója a Páring-hegységben, Vâlcea megye északnyugati részében. A Lotru-folyó felduzzasztásával hozták létre 1965 és 1972 között. A tó területe 12,4 km², térfogata 340 millió köbméter.
A kőtöltéses gát magassága 121 méter, szélessége 350 méter. A gáthoz kapcsolódó vízerőmű 510 MW teljesítményű, ezzel Románia második legnagyobb vízerőműve a Vaskapu-szoros után.

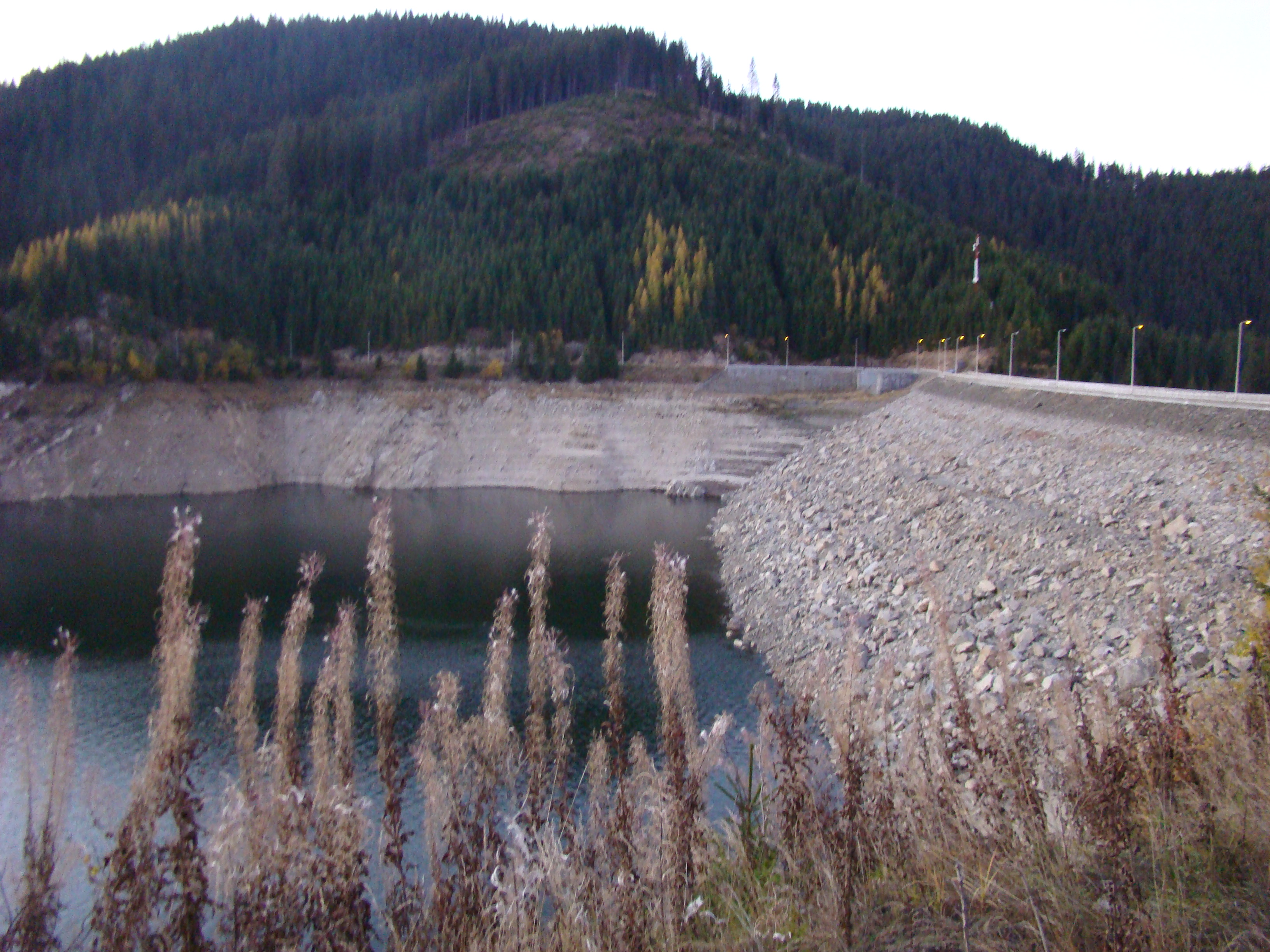
A Vidra-tó gátja